# Apă de cristalizare

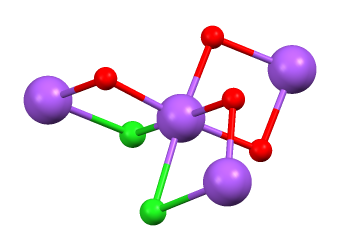
Sfera de coordinare a ionului Na^{+} în forma metastabilă de dihidrat a clorurii de sodiu (roșu = oxigen, violet = Na^{+}, verde = Cl^{−}, atomii de H nu apar).

În chimie, apa de cristalizare reprezintă acele molecule de apă care se găsesc în interiorul cristalelor. Apa este de obicei incorporată în timpul formării cristalelor din soluția care conține substanța respectivă. În unele contexte, apa de cristalizare face referire la cantitatea totală de apă dintr-o substanță la o anumită temperatură și este de obicei prezentă într-un raport stoechiometric.
Apa de cristalizare poate fi de cele mai multe ori eliminată printr-o simplă încălzire a cristalelor, însă prin această eliminare se pierd proprietățile cristaline. De exemplu, în cazul clorurii de sodiu, forma dihridrată este instabilă la temperatura camerei.
În comparație cu sărurile anorganice, proteinele cristalizează cu cantități mari de apă de cristalizare. 